# 罗曼·胡布尼克
罗曼·胡布尼克（捷克語：Roman Hubník，捷克語發音：[ˈroman ˈɦubɲiːk]，1984年6月6日—），捷克退役足球运动员，司职中后卫，职业生涯效力于奥洛穆茨西格马、比尔森胜利和柏林赫塔，以及捷克国家队。